# Komórki macierzyste

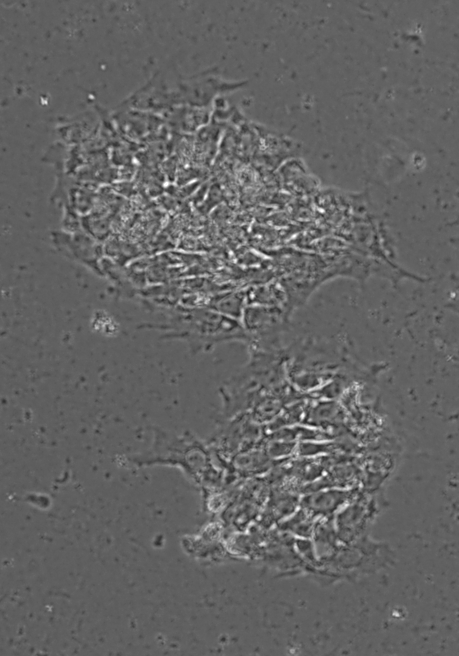
Dwie kolonie ludzkich zarodkowych komórek macierzystych widziane pod mikroskopem z kontrastem fazowym

Komórki macierzyste – komórki mające jednocześnie dwie zdolności:
- potencjalnie nieograniczonej liczby podziałów (samoodnawiania swojej puli, czyli proliferacji)
- różnicowania się w komórki innych typów.

## Podział
Ze względu na zdolność do różnicowania komórki macierzyste dzieli się na:
- totipotencjalne – mogą różnicować się w komórki każdego typu, występują w zygocie i mogą stworzyć cały organizm (tworzą listki zarodkowe)
- pluripotencjalne – mogą różnicować się w każdy typ komórek dorosłego organizmu (różnicują się w obrębie listków zarodkowych)
- multipotencjalne – mogą dać początek kilku różnym typom komórek, z reguły o podobnych właściwościach
- unipotencjalne – mogą dać początek komórkom tylko jednego typu.

Ze względu na ich pochodzenie komórki macierzyste dzieli się na:
- zarodkowe komórki macierzyste (ESC) – pochodzą z komórek zarodka. Mogą być totipotencjalne (gdy pochodzą z zarodka kilkukomórkowego) lub pluripotencjalne (gdy pochodzą z węzła zarodkowego blastocysty)
- płodowe – są multipotencjalne
- dorosłe komórki macierzyste (somatyczne komórki macierzyste) – znajdują się w tkankach dojrzałych organizmów (młodych oraz dorosłych) i są multipotencjalne (między innymi komórki krwiotwórcze) lub unipotencjalne (na przykład mięśniowe komórki satelitowe).

U roślin naczyniowych właściwości komórek macierzystych mają komórki merystemów.

## Zastosowania
Zarodkowe komórki macierzyste, mogące potencjalnie zróżnicować się w komórki każdego rodzaju, teoretycznie mogłyby zastąpić dowolną tkankę, która u pacjenta uległa uszkodzeniu. Niemniej jednak do praktycznego stosowania zarodkowych komórek macierzystych jest jeszcze bardzo daleko. Wprowadzone do dorosłego organizmu ESC, zamiast integrować się, tworzą potworniaki. Nie istnieją jeszcze sposoby pozwalające na ich wydajne różnicowanie in vitro w konkretne tkanki lub narządy. W 2002 roku Thomas Jessell, Hynek Wichterle i ich współpracownicy z Uniwersytetu Columbia opublikowali w Cell wyniki badań, w których uzyskano motoneurony z komórek macierzystych.
Dorosłe komórki macierzyste, chociaż posiadają ograniczoną zdolność różnicowania się w różne tkanki, wykazują cechy dające im przewagę nad komórkami zarodkowymi przy stosowaniu w terapii. Po pierwsze nie tworzą potworniaków. Po drugie mogą być pobrane z własnego organizmu pacjenta, dzięki czemu nie istnieje ryzyko ich odrzucenia (co mogłoby mieć miejsce po podaniu ESC). Poza tym pozyskanie dorosłych komórek macierzystych nie wiąże się ze zniszczeniem zarodka, nie wywołuje zatem wątpliwości natury etycznej. Dorosłych komórek macierzystych niejednokrotnie użyto już do skutecznej terapii wielu różnych chorób, a związane z nimi badania kliniczne sięgają już III fazy eksperymentów klinicznych.
Komórki macierzyste hodowane w kulturach in vitro mają zastosowanie w produkcji organizmów transgenicznych. Z ludzkimi komórkami macierzystymi wiąże się duże nadzieje na rozwój terapii komórkowej i medycyny regeneracyjnej. Przy pomocy ESC i somatycznych komórek macierzystych najprawdopodobniej uleczalne będą: nowotwory złośliwe, cukrzyca typu 1, choroba Parkinsona, pląsawica Huntingtona, celiakia, niewydolność serca, uszkodzenia mięśni i wiele innych chorób.
Jednymi z pierwszych badaczy komórek macierzystych byli James Alexander Thomson i współpracownicy z University of Wisconsin-Madison.

## Po 2005 roku
W roku 2006 zespół Mariusza Ratajczaka ogłosił odkrycie komórek o cechach zarodkowych komórek macierzystych (ang. very small embryonic-like stem cells, VSEL) w tkankach dorosłego organizmu. Unikatowy charakter tych komórek ma łączyć pluripotencjalny potencjał ESC oraz brak właściwości onkogennych. Istnienie oraz właściwości VSEL budzą kontrowersje, ze względu na niemożność powtórzenia badań przez część ośrodków badawczych.
W sierpniu 2006 roku w czasopiśmie Nature ukazała się praca donosząca o wyhodowaniu 2 linii ESC, bez zniszczenia zarodka. Technika polega na pobraniu, w bardzo wczesnym etapie jego rozwoju, jednej komórki i jej namnożeniu poza organizmem. Procedura ta przypomina techniki wykorzystywane w trakcie zapłodnienia pozaustrojowego, kiedy również pobiera się pojedyncze komórki do badań genetycznych, wykonywanych przed implantacją zarodka.
W tym samym czasie Shin’yi Yamanakiemu udało się odróżnicować mysie komórki somatyczne do komórek wykazujących cechy komórek zarodkowych w hodowli in vitro, oraz tworzących potworniaki in vivo, jednak niezdolnych do podjęcia embriogenezy. Efekt ten osiągnięto przez transfer genów zarodkowych czynników transkrypcyjnych do komórek somatycznych, jako rodzaj terapii genowej.
W 2007 roku udało się po raz pierwszy uzyskać ludzkie linie komórek macierzystych z niezapłodnionych oocytów. Linie te przekształcono później w komórki wątroby, a planuje się także wyhodowanie, między innymi, neuronów i komórek trzustki.
W czerwcu 2007 poprzez transfer genu kodującego inny czynnik transkrypcyjny komórek zarodkowych (o nazwie Nanog) udało się odróżnicować fibroblasty do komórek pluripotencjalnych, które nie tylko posiadały cechy ESC w hodowli in vitro, ale były w stanie podjąć embriogenezę po wprowadzeniu ich do rozwijającego się zarodka. Wyniki te zostały niezależnie opublikowane przez trzy zespoły badawcze – dwie publikacje ukazały się w Nature.
Za pomocą indukowanych pluripotencjalnych komórek macierzystych wyleczono myszy z anemii sierpowatej i zregenerowano mysią wątrobę. Amerykańska Agencja Żywności i Leków nadzorowała kilkaset prób klinicznych z somatycznymi komórkami macierzystymi.
W styczniu 2010 roku w Nature opublikowano pracę o bezpośrednim (bez cofnięcia komórek do stanu komórek macierzystych) wytworzeniu sprawnych neuronów z mysich fibroblastów, wprowadzając do nich trzy geny. W sierpniu 2011 udało się to także z ludzkimi komórkami. Przekształcono także mysie fibroblasty w komórki wątroby i mięśnia sercowego oraz ludzkie fibroblasty w komórki krwiotwórcze. Procesy te miały wydajność wynoszącą 8%, a przy wywoływaniu indukowanej pluripotencji komórek macierzystych przeważnie nie jest ona wyższa niż kilka promili.
W 2010 roku zaczęła się pierwsza próba kliniczna wykorzystująca ESC do ograniczenia paraliżu wywołanego urazem rdzenia kręgowego. Opracowano też ukierunkowaną transdyferencjację (zmianę rodzaju komórki bez indukowanej pluripotencji).
W lipcu 2011 roku w Science ogłoszono zidentyfikowanie markerów ułatwiających znalezienie komórek macierzystych krwi (pierwotnych komórek hematopoezy).
W ciągu tego samego miesiąca sąd federalny w Stanach Zjednoczonych orzekł, że legalne są tylko finansowane ze środków prywatnych doświadczenia z istniejącymi już liniami zarodkowymi komórek macierzystych. Takie zrównanie pod względem prawnym aktywowanych partenogenetycznie oocytów z zarodkami opóźni badania nad tymi pierwszymi.
W październiku 2011 roku uzyskano pierwsze ludzkie komórki macierzyste ze sklonowanego ludzkiego zarodka.
Również w tym miesiącu Trybunał Sprawiedliwości Unii Europejskiej zakazał patentowania metody pozyskiwania ESC, jeśli prowadzi ona do śmierci zarodka. Sprawa dotyczyła sporu Greenpeace z Oliverem Brüstlem o unieważnienie jego patentu z 1997 roku. Istnieją głosy, że wyrok ten zahamuje badania nad ESC w Europie.
W styczniu 2012 roku południowokoreańska Agencja Żywności i Leków jako pierwsza na świecie dopuściła do obrotu lek z ludzkimi komórkami macierzystymi.
W lutym 2012 roku odkryto, że komórki raka piersi po poddaniu ich radioterapii przekształciły się w nowotworowe komórki macierzyste, które były od nich bardziej odporne i złośliwe.
W marcu 2012 roku wszczepiono komórki macierzyste osobom po transplantacji nerek. Nie potrzebowały one leków, które normalnie podaje się po tej operacji.
W styczniu 2014 ogłoszono wyniki pracy zespołu japońskich i amerykańskich naukowców pod kierownictwem Haruko Obokaty, którzy uzyskali pełnowartościowe komórki macierzyste myszy poprzez umieszczenie komórek skóry lub krwi w kwaśnym roztworze. Proces ten nazwano STAP (ang. stimulus-triggered acquisition of pluripotency); polega on na cofaniu się komórek do stadium, w którym nabrały cech zarodkowych komórek macierzystych. W lipcu 2014 roku w Nature poinformowano, że w artykułach dotyczących STAP odkryto istotne uchybienia, w wyniku czego dwa artykuły opublikowane pod kierownictwem Haruko Obokaty zostały wycofane z czasopisma.